# ペップ・チャバリア
ペップ・チャバリア (Pep Chavarría)こと、ジョゼップ・マリア・チャバリア・ペレス (Josep María Chavarría Pérez , 1998年4月16日 - )は、スペイン・カタルーニャ州ジローナ県フィゲラス出身のプロサッカー選手。プリメーラ・ディビシオン・ラージョ・バジェカーノ所属。ポジションはDF。

## クラブ経歴
カンテラ時代を地元のUEフィゲレスで過ごし、2016年にトップチームに昇格。テルセーラ・ディビシオン (4部リーグ)でプロデビューし、2018年に同じカタルーニャ州のUEオロトに移籍。セグンダ・ディビシオンB (3部リーグ)でのプレーながら主力選手に成長し、同年11月10日のビジャレアルCF B戦でプロ初ゴールを決めた。
2020年8月25日、レアル・サラゴサと4年契約を締結。12月20日のCDルーゴ戦で移籍後初ゴールを決めた。
2022年8月31日、ラージョ・バジェカーノと4年契約を締結した。